# Ectropis espanomma
Ectropis espanomma är en fjärilsart som beskrevs av Eugen Wehrli 1943. Ectropis espanomma ingår i släktet Ectropis och familjen mätare. Inga underarter finns listade i Catalogue of Life.